# Šaltupis (rejon preński)
Šaltupis (hist., pol. Szałtupie) – wieś na Litwie w rejonie preńskim okręgu kowieńskiego, 10 km na północ od Pren, nad rzeką Szwentupą.

## Historia
W XVIII wieku i w pierwszej połowie XIX wieku majątek ten wchodził w skład dominium Isłauż (obecnie lit. Išlaužas) rodziny Pusłowskich, zarządzany był jednak przez dzierżawców – rodzinę Szuksztów herbu Pobóg. 15 lutego 1863 roku Jadwiga Szukszta (1841–1927) wyszła za Emila Gieysztora (1835–1888), który wkrótce za powstaniu styczniowym został zesłany do Konguru. Majątek został nadany generałowi Stachowczowi. Gdy Emil Gieysztor wrócił z zesłania, kupił majątek Szałtupie (powstańcy mogli osiedlać się na terenie Królestwa Polskiego) i tu się osiedlił (i zmarł). W wyniku litewskiej reformy rolnej dobra te objęto przymusową parcelacją. Ostatnimi właścicielami Szałtupi był do 1940 roku syn Emila Stefan Konstanty (1868–1963) i jego żona Maria ze Świdów (1880–1937), która tu zmarła.
W 1827 roku były tu 3 domy i 46 mieszkańców. Pod koniec XIX i na początku XX wieku istniał tu folwark Szałtupie i (kilometr na południowy zachód) wieś Szałtupie Nowe. W 1884 roku Szałtupie, wraz z osadą młyńską Czudyszki liczyły 602 morgi, w tym grunty orne i ogrody 392 morgi, łąki – 160, pastwiska – 25 i nieużytki – 25 mórg. W folwarku były 2 budynki murowane i 35 drewnianych. Działały tu młyn wodny i cegielnia. Do wsi Szałtupie Nowe należało 60 mórg. W 1890 roku w folwarku było 10 domów i 169 mieszkańców. We wsi mieszkały 104 osoby.
Po III rozbiorze Polski w 1795 roku dobra Szałtupie, wcześniej wchodzące w skład województwa trockiego Rzeczypospolitej znalazły się na terenie powiatu mariampolskiego, który od 1795 do 1807 roku należał do departamentu białostockiego pruskiej prowincji Prusy Nowowschodnie, następnie był w departamencie łomżyńskim Księstwa Warszawskiego, potem, od 1816 roku w Królestwie Kongresowym, w województwie augustowskim, następnie (od 1837 roku) w guberni augustowskiej. W 1867 roku wszedł w skład guberni suwalskiej. Szałtupie należało do gminy Pogiermoń (obecnie lit. Pagirmuonys) i parafii Preny. 10 października 1920 roku na podstawie umowy suwalskiej przyznano je Litwie, która w okresie 1940–1990, jako Litewska Socjalistyczna Republika Radziecka, wchodziła w skład ZSRR.
W 2001 roku mieszkało tu 49 osób, a w 2011 roku wieś liczyła 41 mieszkańców.

## Niemiecki obóz pracy
W czasie II wojny światowej w majątku działał niemiecki obóz pracy przeznaczony dla internowanych polskich duchownych, utworzony w styczniu 1942 roku z rozkazu dowódcy policji Wilna Iškauskasa. Obozem zarządzało gestapo w Kownie, które na komendanta mianowało zawodowego litewskiego policjanta Algirdasa Petronisa. Był on znany z brutalności i sadyzmu wobec więźniów. 17 października 1942 roku przewieziono tu z miejsca internowania w Wyłkowyszkach profesorów Wydziału Teologicznego Uniwersytetu Stefana Batorego i Wileńskiego Seminarium Duchownego. Więziono tu m.in.: ks. prof. Czesława Falkowskiego, ks. dr. hab. Leona Puciatę, ks. Bolesława Sperskiego, ks. Stanisława Sowę (zmarł w obozie), ks. Józefa Marcinowskiego, dziekana Wydziału Teologicznego ks. dr. Michała Klepacza, ks. dr. Jana Ellerta, ks. dr. hab. Pawła Nowickiego, ks. Aleksandra Mościckiego, rektora Seminarium ks. Jana Uszyłło, ks. Antoniego Cichońskiego, ks. dr. Antoniego Korcika, ks. Antoniego Pawłowskiego, ks. dr. Władysława Suszyńskiego, ks. dr. Walentego Urmanowicza, ks. Jana Krassowskiego. 
Przetrzymywano tu około 50 osób, oprócz księży profesorów, także wileńskich zakonników: karmelitów bosych, jezuitów, misjonarzy, bonifratrów i jednego franciszkanina. Internowani pracowali w gospodarstwie liczącym około 60 ha, w sadzie i ogrodach. Mogli otrzymywać paczki żywnościowe i prowadzić korespondencję, ale wyłącznie za pośrednictwem komendanta obozu. W jednym pokoju urządzono kapliczkę z pięcioma ołtarzami, gdzie księża mogli odprawiać msze święte. Wszelkie kontakty z okoliczną ludnością były zakazane. Początkowo reżim więzienny nie był ostry, jednakże nie dbano o zdrowie internowanych, brakowało leków, a z czasem i żywności. Komendant i strażnicy szydzili z duchownych, bili ich, zabierali im żywność, odzież i inne przedmioty. Internowani byli zmuszani do pracy od godz. 6 do 21 z półgodzinną przerwą (bez wolnych dni), wysyłani do innych gospodarstw, wykonywali ciężkie roboty (m.in. rąbali i karczowali las, wydobywali i suszyli torf). Często odbywały się apele, kontrole i rewizje. Obóz był słabo strzeżony, personel składał się z komendanta oraz trzech strażników uzbrojonych w pistolety, wybranych spośród byłych robotników dworskich.
W marcu 1943 roku zwolniono kilku więźniów ze względu na ich stan zdrowia (m.in. ks. dr. hab. Leona Puciatę, który wkrótce zmarł na raka i z wycieńczenia, ks. Jana Uszyłło, ks. dr. Władysława Suszyńskiego). Jesienią uwolniono jeszcze trzech profesorów (ks. prof. Czesława Falkowskiego, ks. dr. hab. Pawła Nowickiego, ks. dr. Walentego Urmanowicza), ale większość aresztowanych pozostała w obozie do wkroczenia Armii Czerwonej w lipcu 1944 roku.

## Były dwór
Dwór w Szałtupiu został prawdopodobnie wybudowany w połowie XVIII wieku przez Szuksztów. Do II wojny światowej z zabytkowego kompleksu ocalały jedynie dom mieszkalny, oficyna i spichlerz. Przed domem był ganek z czterema kolumnami. Dom był wzniesiony na planie szerokiego prostokąta, z wysokim, gładkim dwuspadowym dachem, krytym w XX wieku dachówką. Około 1880 roku dobudowano do niego od tyłu skrzydło.
Po prawej stronie domu stał również parterowy, ale znacznie większy budynek oficyny, prawdopodobnie wcześniejszy dom mieszkalny. Był to długi prostokątny budynek o dwóch gankach, z dwiema kolumienkami każdy. Również był przykryty wysokim, gładkim dachem, krytym dachówką. Wewnątrz było dziesięć dużych pokoi.
Po lewej stronie oficyny stał spichlerz, zbudowany na wysokiej podmurówce. Zdobił go od frontu sześciokolumnowy podcień. Dach był taki sam jak na pozostałych dwóch budynkach. 
Przed domem do traktu prowadzącego do Pren wiodła topolowa aleja. Domy były otoczone sadami i ogrodami warzywnymi. Parku nie było, jedynie kilka drzew wokół zabudowań.
Majątek Szałtupie został opisany w 3. tomie Dziejów rezydencji na dawnych kresach Rzeczypospolitej Romana Aftanazego.